# لینئا آئرئا آمازوناس
لینئا آئرئا آمازوناس (به انگلیسی: Línea Aérea Amaszonas) یک شرکت هواپیمایی با کد یاتا Z8 است که در ۱۹۹۸ میلادی تأسیس شده و در ۲۰۰۰ فعالیتش را آغاز کرده‌است. دفتر مرکزی لینئا آئرئا آمازوناس در لاپاز، بولیوی واقع شده‌است و قطب این شرکت هواپیمایی در فرودگاه بین‌المللی ال آلتو قرار دارد و به ۱۹ مقصد، پرواز انجام می‌دهد.